# E451号線
E451号線(E451ごうせん、英: European route E451) はドイツのギーセンからマンハイムを結ぶ、欧州自動車道路のBクラス幹線道路。

## 経路
ギーセン近郊のジャンクションであるReiskirchener Dreieckからダルムシュタット近郊のDarmstädter Kreuz間はA5、Darmstädter Kreuzからマンハイム近郊のViernheimer Dreieck間をA67を通っている。
- ドイツ
  - E40号線、E41号線、E44号線 – ギーセン
  - E35号線、E42号線 – フランクフルト
  - E50号線 – マンハイム